# Ројал еркрафт фактори B.E.12
РАФ B.E.12 (енгл. RAF B.E.12) је британски ловачки авион. Авион је први пут полетео 1916. године. 

Највећа брзина у хоризонталном лету је износила 164 km/h. Размах крила је био 11,30 метара а дужина 8,31 метара. Маса празног авиона је износила 742 килограма а нормална полетна маса 1067 килограма. Био је наоружан са 2 митраљеза калибра 7,7 милиметара Луис (Lewis) који дејствују ван поља елисе, или једним синхронизованим митраљезом 7,7 mm.

## Наоружање
| Наоружање авиона: Ројал еркрафт фактори |                       |
| Ватрено (стрељачко) наоружање           |                       |
| Топ                                     |                       |
| Митраљез                                |                       |
| Број и ознака митраљеза                 | 1 или 2; Викерс/Левис |
| Калибар                                 | 7,7                   |
| Бомбардерско наоружање (бомбе)          |                       |
| Укупна маса                             | 150                   |
| Ракетно наоружање (ракете)              |                       |

## Верзије
- BE.12 – почетна верзија за производњу коју покреће мотор РАФ 4а – у основи BE2c конверзија (250 је направио Daimler, 50 направио Standard Motors).
- BE.12a – са крилима и репном јединицом BE2е (50 је направио Daimler, 50 направио Coventry Ordnance Works).
- BE.12b – измењена верзија са мотором Хиспано-Суиза од 200 KS (149 kW) (200 које је направио Daimler).

## Земље које су користиле авион
- Аустралија
- Уједињено Краљевство